# Gassenviertel (Bayreuth)

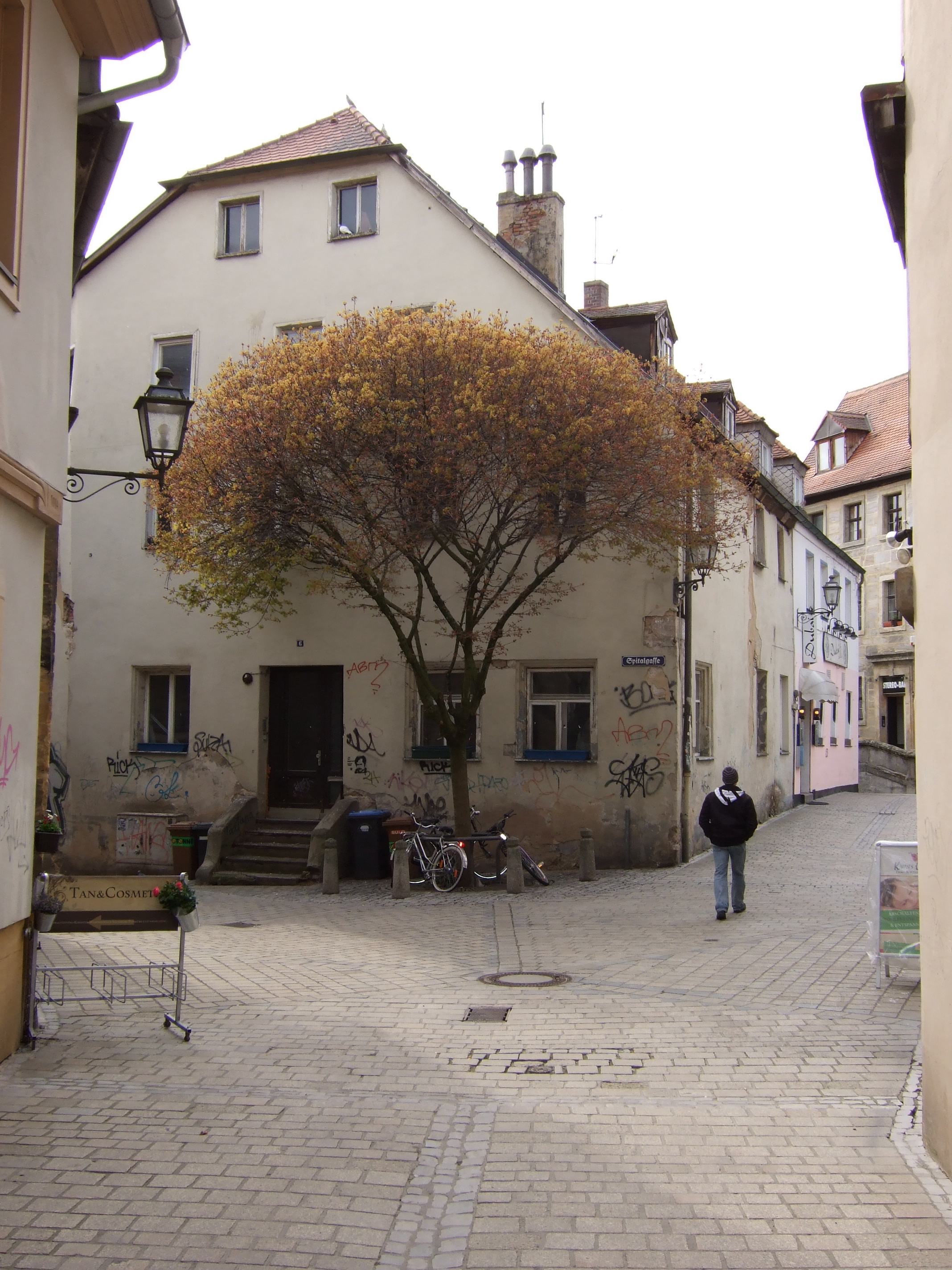
Die Spitalgasse im Gassenviertel – an der Stelle das Baums stand einst ein öffentlicher Brunnen (2012)

Das Gassenviertel südlich der Maximilianstraße, einem langgezogenen Straßenmarkt

Das Gassenviertel ist Teil der Historischen Innenstadt und das historische Zentrum von Bayreuth. Im Wesentlichen umfasst es die Südhälfte der mittelalterlichen Kernstadt zwischen der Maximilianstraße (in deren nordöstlichem Abschnitt auch „Markt“ genannt), der Kanzleistraße und der Dammallee. Es liegt nahezu vollständig im Ensemble „Mittelalterlicher und barocker Stadtkern Bayreuth“, besitzt eine hohe Dichte an denkmalgeschützter und erhaltenswerter Bausubstanz und ist als Bodendenkmal in die Bayerische Denkmalliste eingetragen. Am 17. Oktober 2017 beschloss der städtische Bauausschuss, ein Kommunales Denkmalkonzept (KDK) für das Gassenviertel zu erstellen.

## Geschichte und Beschreibung

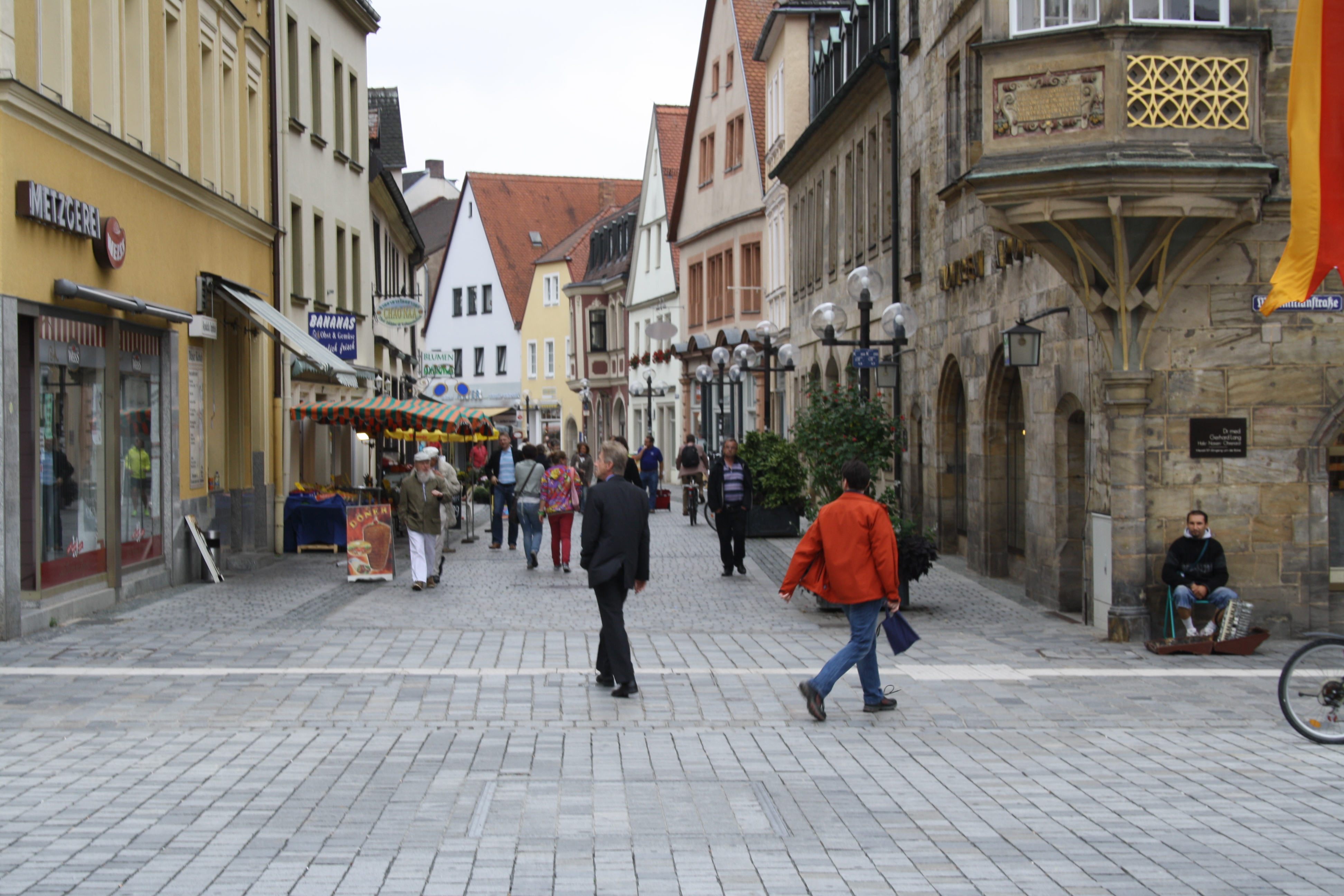
Sophienstraße an der Mündung in die Maximilianstraße

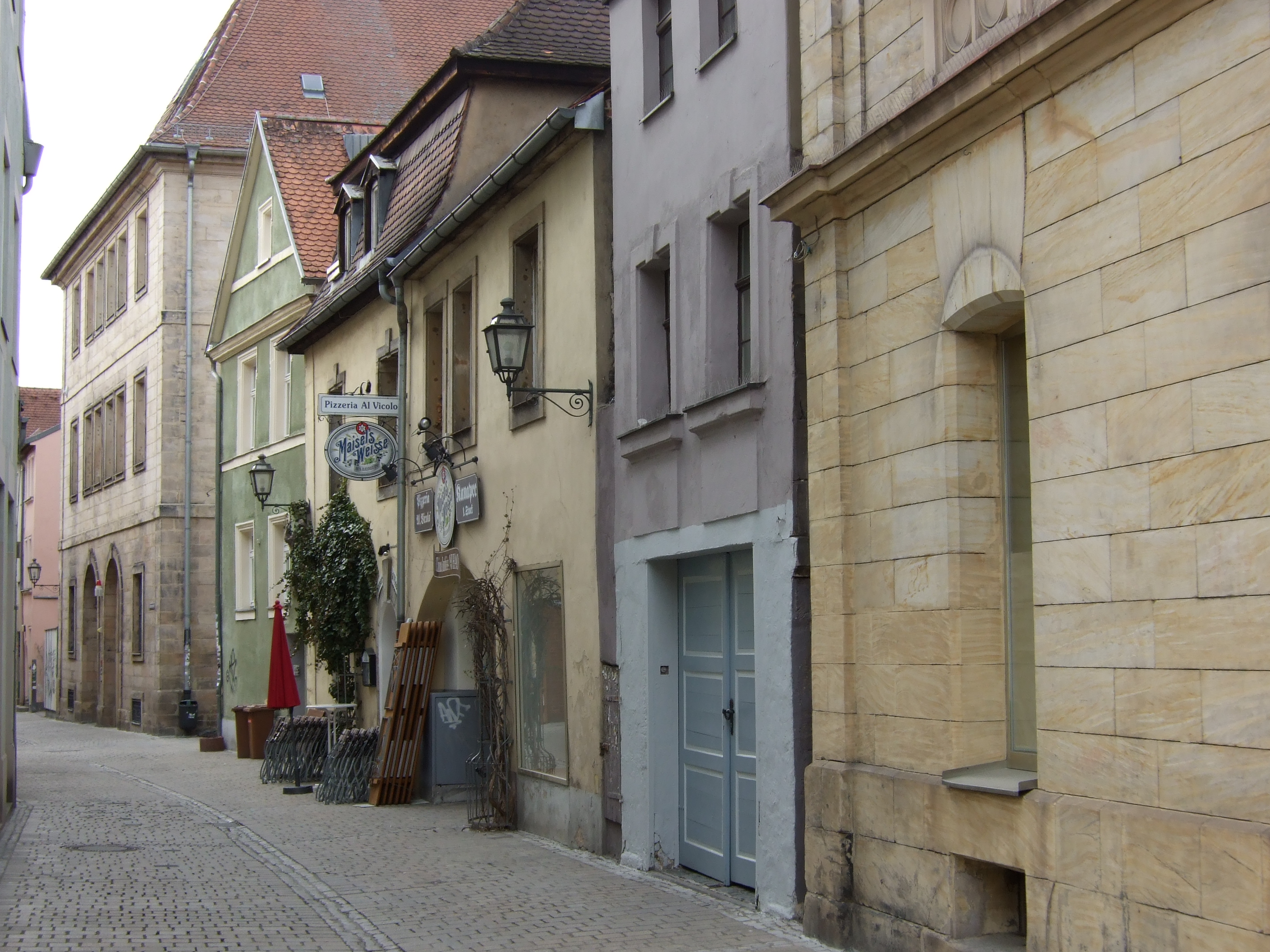
Kämmereigasse

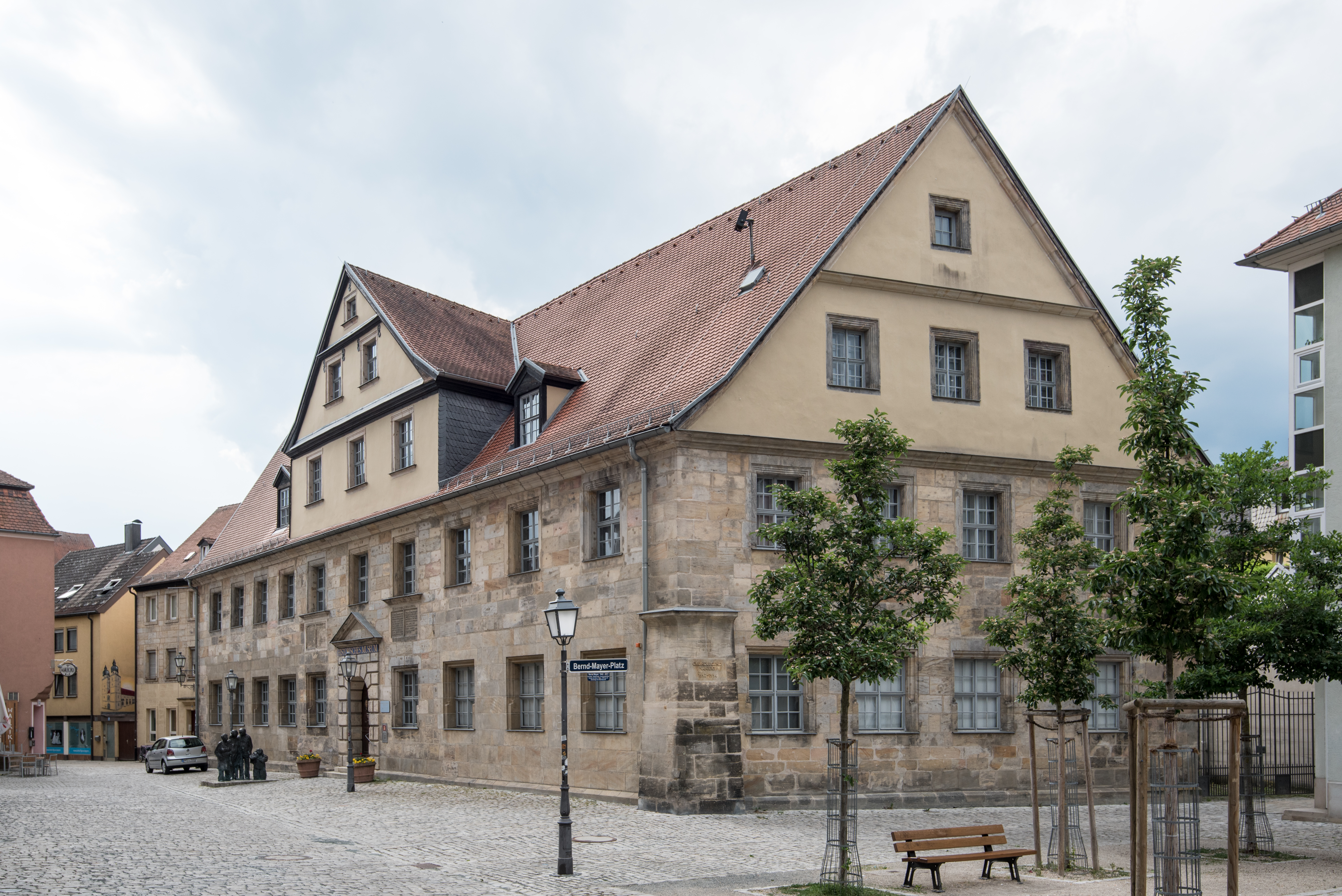
Alte Lateinschule, jetzt Historisches Museum

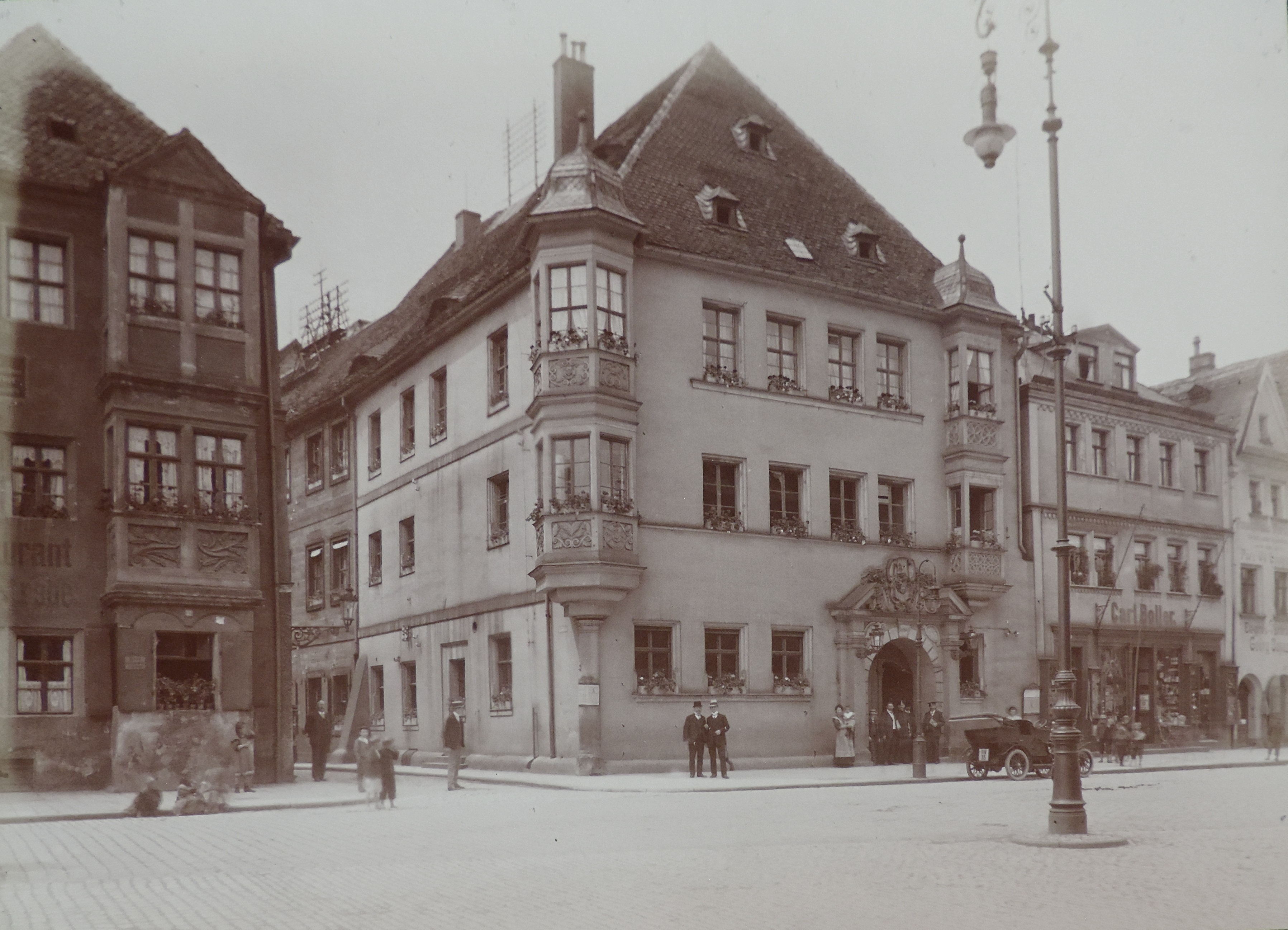
Mündung der Brautgasse in die Maximilianstraße zwischen dem 1970 abgerissenen Geburtshaus des Philosophen Max Stirner (links) und dem Alten Rathaus (ca. 1910)

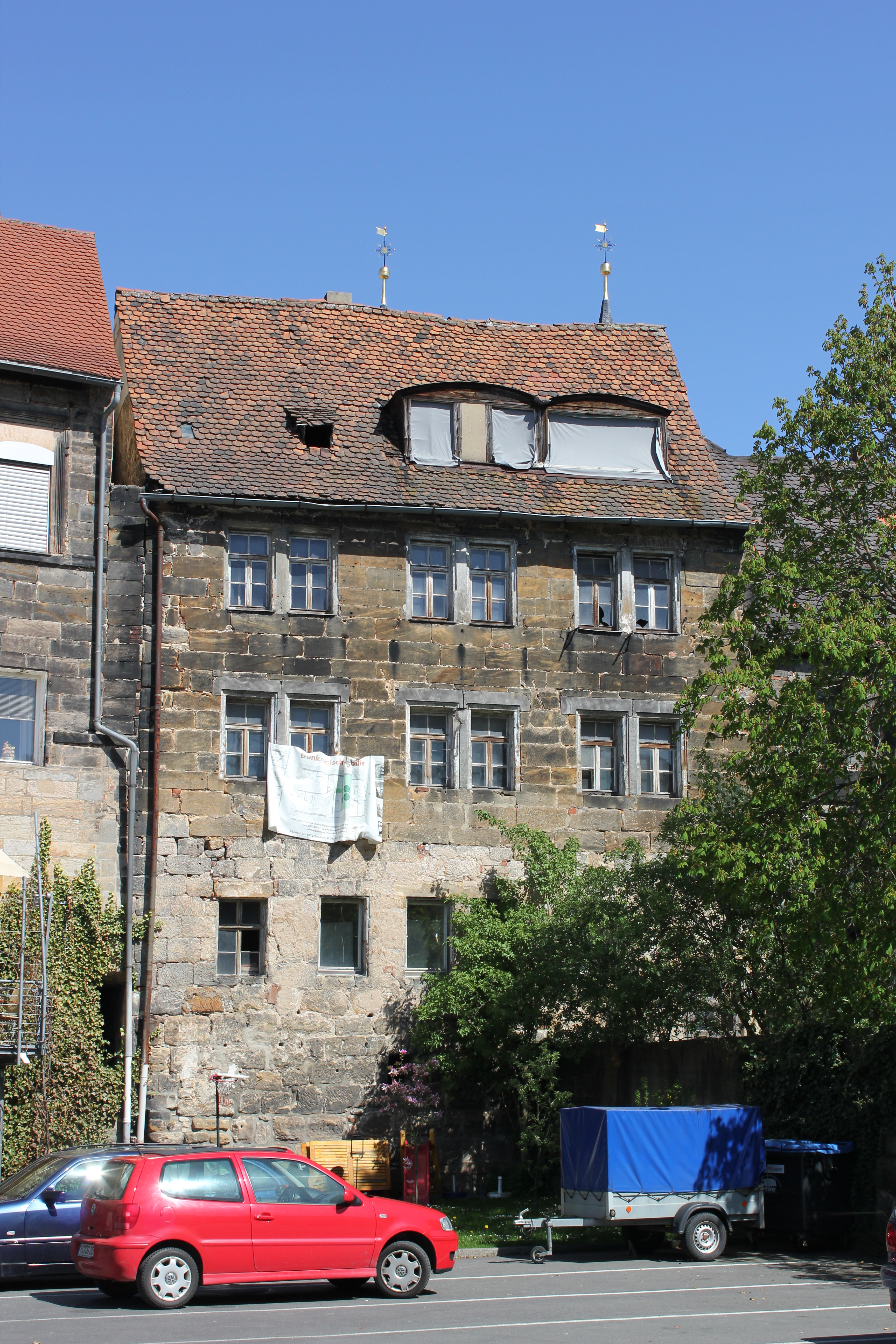
Mittlerweile saniertes Rückgebäude des Hauses Sophienstraße 24 mit Außenwand auf der Stadtmauer (2012)

Zusammen mit der gesamten hoch- und spätmittelalterlichen Kernstadt genießt das Gassenviertel als Bodendenkmal einen besonderen Schutz. Insgesamt 72 Einzeldenkmale und die erhaltenen Reste der Stadtmauer, einschließlich eines Stadtmauerturms, bilden das Gerüst des historisch wertvollen Viertels. Zudem stehen als Bodendenkmäler die untertägigen Teile der hoch- und spätmittelalterlichen Kernstadt, der mittelalterliche und frühneuzeitliche Stadtmauerring mit seiner vorgelagerten Grabenzone, das Umfeld der Stadtpfarrkirche mit dem ehemals zugehörigen Friedhofsgelände und der Bereich der abgegangenen Beinhauskapelle unter Schutz.
Hauptstraße des Gassenviertels ist die 235 Meter lange Sophienstraße, die 1449 als Praytte gaß (Breite Gasse) belegt ist. Sie verläuft von der Maximilianstraße zur Friedrichstraße und trug in ihrem südlichen Abschnitt auch die Namen In der Sutten, Priestergasse, Pfaffengasse und Predigergasse. Östlich parallel zu ihr liegen die Kirch- und die Brautgasse, die von der Kämmereigasse und dem Kirchplatz gequert werden. Auf ihrer Westseite münden die Von-Römer-Straße und die Spitalgasse in die Sophienstraße. Die Kämmereigasse hatte ursprünglich keine Erschließungsfunktion, sie wurde als Seitenarm des Kanalsystems Tappert angelegt.
Das Gebiet um die Stadtkirche wurde ab der Zeit um 1200 bebaut. Bis zum Stadtbrand des Jahres 1430 befanden sich dort einfache Pfostenbauten, ab der ersten Hälfte des 14. Jahrhunderts sind Ständerbauten und eine verdichtete Bauweise nachweisbar. Später entstanden Fachwerkhäuser mit massiven Sockeln oder steinernen Erdgeschossen. Bei weiteren Stadtbränden in den Jahren 1605 und 1621 wurde das Viertel erneut weitgehend zerstört, nur fünf Häuser in der heutigen Von-Römer-Straße und wenige Gebäude in der südlichen Sophienstraße und der Kanzleistraße blieben verschont. Beim zügigen Wiederaufbau der zerstörten Quartiere blieb der mittelalterliche Grundriss im Wesentlichen gewahrt, da die Erneuerung der Häuser auf den noch vorhandenen Grundmauern erfolgte. Nur vereinzelt wurden aus Gründen des Brandschutzes Häuser herausgenommen bzw. zur Verbreiterung von Gassenräumen Korrekturen vorgenommen.
Im Verlauf des 17. Jahrhunderts entstanden repräsentative Bauten im Stil der Renaissance: 1610 errichtete der Architekt Michael Mebart das Haus der Mohrenapotheke (Maximilianstraße 57), in den Jahren 1626 bis 1628 wurde die alte Lateinschule am Kirchplatz und 1679 das „Alte Rathaus“ (Maximilianstraße 33) gebaut. Das 18. Jahrhundert war von einem Wachstumsschub, der in unmittelbarem Zusammenhang mit der Residenzfunktion Bayreuths stand, geprägt. Die Struktur des Gassenviertels blieb vom Ausbau zur Residenzstadt jedoch weitestgehend unberührt. Zahlreiche Gebäude wurden indes überformt, meist in zurückhaltend barocker Formensprache oder gegen Ende des Jahrhunderts auch mit frühklassizistischen Motiven. Eine verstärkte Tendenz zum dreigeschossigen Ausbau der Häuser machte sich nun auch in den Seitengassen bemerkbar. Da Fachwerk in der Barockzeit als unmodern und ländlich galt, wurden die Fassaden der Häuser im Gassenviertel verputzt. Aus der Zeit um 1700 und der ersten Hälfte des 18. Jahrhunderts stammen zudem Sandsteinquaderbauten, häufig in traufseitiger Stellung, bisweilen auch als Giebelbauten auf den alten Grundrissen.
Mit der Machtübernahme des Markgrafen Alexander, der in Ansbach residierte, trat ab 1769 zunächst eine Phase des Stillstands ein. In der Wilhelminischen Zeit zwischen 1871 und 1918 war die Entwicklung der Stadt in erster Linie gewerblich-industriell geprägt. Aufgrund des zunehmenden Siedlungsdrucks lag die Bautätigkeit innerhalb des Gassenviertels daher im 19. und 20. Jahrhundert nicht still. Nicht wenige Hauptgebäude wurden damals aufgestockt, überformt oder vollständig neu errichtet. Dies gilt auch für den Bereich der rückwärtigen Nebengebäude, wo die Hofräume nachverdichtet und in der zweiten Hälfte des 20. Jahrhunderts zum Teil auch vollständig überbaut wurden. Gegen Ende des 20. Jahrhunderts nahm man vereinzelt Abbrüche vor, die im Innern des Quartiers Baulücken entlang von untergeordneten Straßen hinterließen.
Neben dem öffentlichen Brunnen auf dem Kirchplatz existierten mehrere private Brunnen in Höfen und einem Garten. 1854 wurden solche in den Anwesen Maximilianstraße 33 und 47 sowie Sophienstraße 7, 16 und 24 verzeichnet. Ein weiterer öffentlich zugänglicher Brunnen wurde vor dem Haus Spitalgasse 6 errichtet.
Mitte des 19. Jahrhunderts lebten und arbeiteten im Gassenviertel unter anderem Gastwirte, Bäcker, Bierbrauer, Metzger, Melber, Lebküchner und Traiteure. Entlang der Sophienstraße hatten sich zahlreiche Händler und Kaufleute niedergelassen. Dort wurden mittlerweile fast alle Erdgeschosszonen nachträglich verändert.

## Das Gassenviertel heute
Am 14. Juli 1978 wurde die untere Maximilianstraße zur ersten und am 6. Dezember 1979 die Von-Römer-Straße zur zweiten Bayreuther Fußgängerzone. Mittlerweile ist das gesamte Gassenviertel als Fußgängerbereich deklariert. 1987 wurde der Bereich um die Von-Römer-Straße zum Sanierungsgebiet ausgewiesen.
Im Gassenviertel reihen sich kleine Läden, Cafés, Kneipen und Restaurants. Kopfsteinpflaster, alte Mauern und enge Wege geben dem Viertel historisches Flair, die Von-Römer-Straße gilt als Partymeile.

## Straßen und Plätze

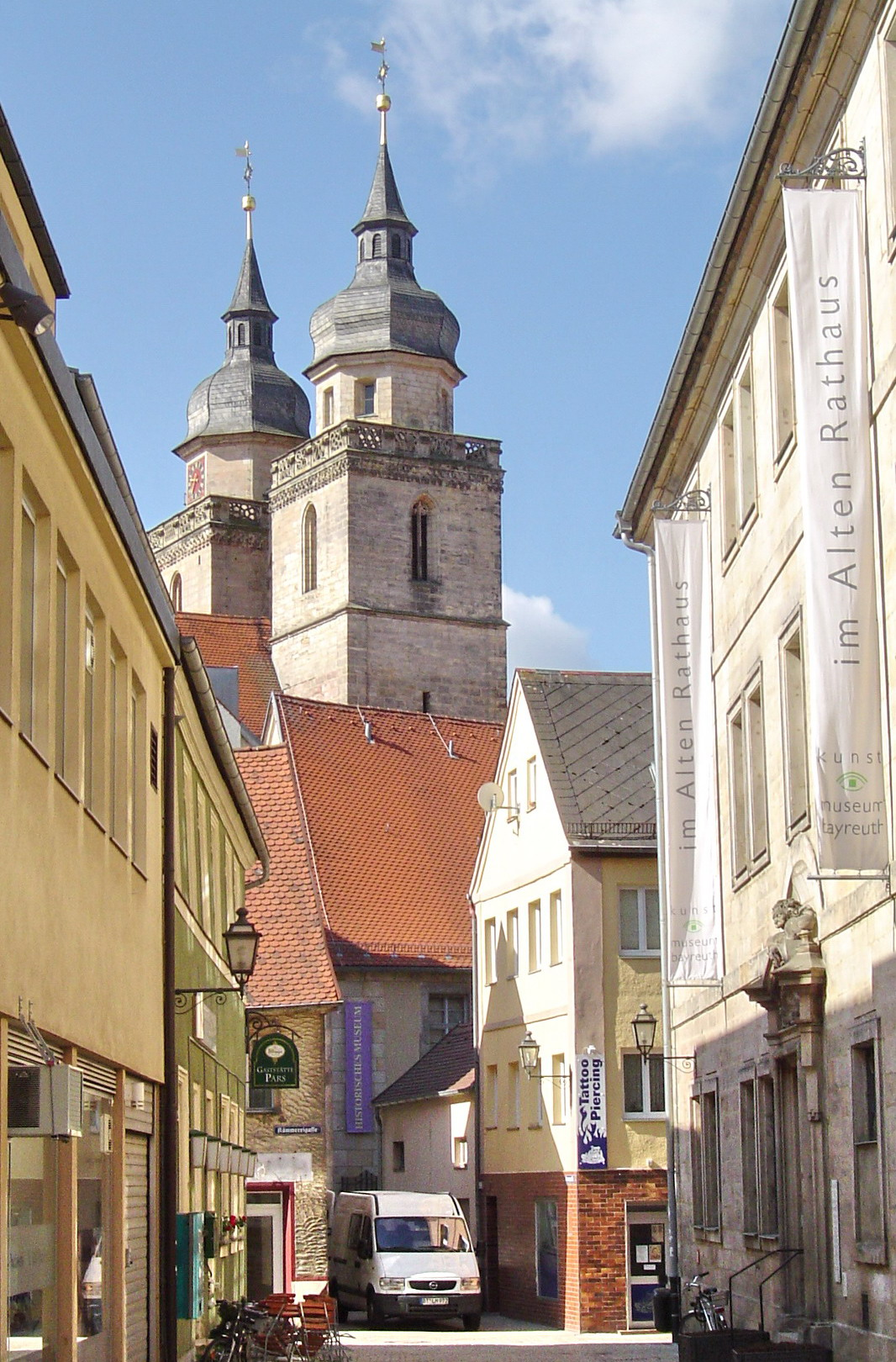
Brautgasse und die Türme der Stadtkirche

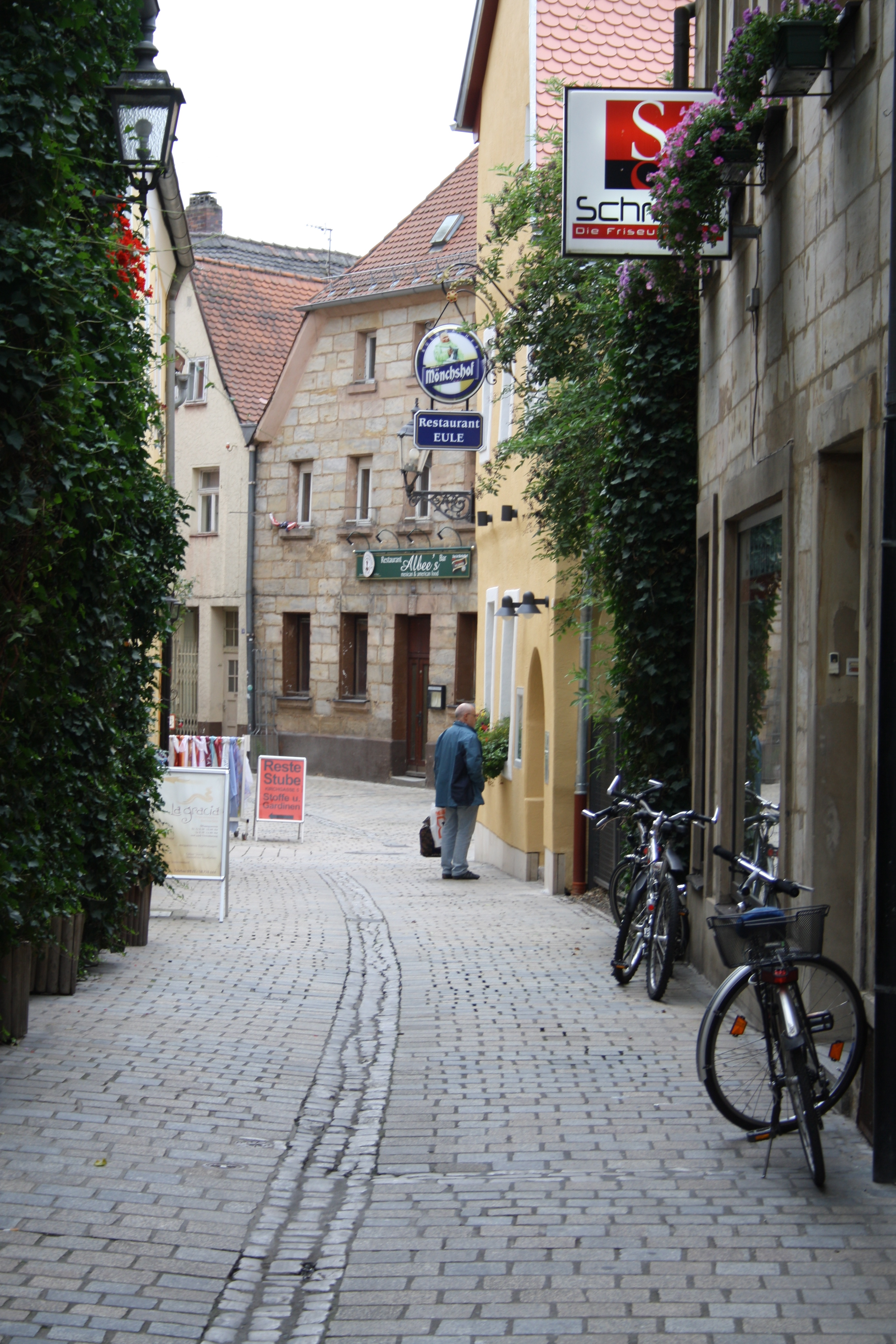
Kirchgasse

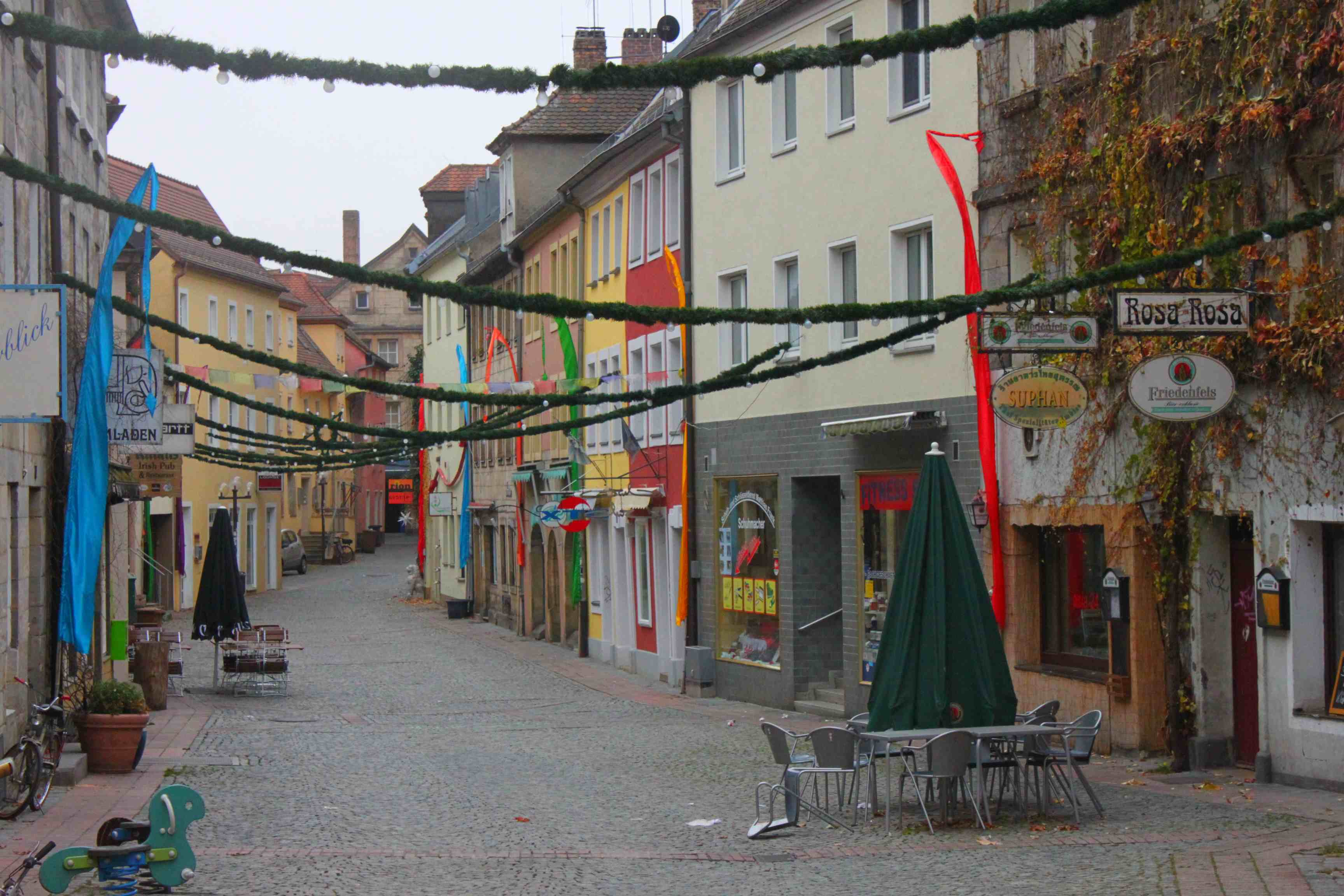
Von-Römer-Straße mit Weihnachtsdekoration von Norden

- Brautgasse: Die ehemals schmale Gasse wurde im 17. Jahrhundert verbreitert. Sie fungiert als Quererschließung vom Markt zum Kirchplatz[1] und beherbergt im Alten Rathaus das Kunstmuseum Bayreuth.
- Enge Gasse bzw. Nägeleinsgasse: Die nur fußläufige Gasse, die einst zwischen den Häusern Maximilianstraße 21 und 23 vom Markt zum „Entenplatz“ in der östlichen Kämmereigasse führte, wurde aufgegeben und teilweise überbaut.[1]
- Kämmereigasse, vormals „Zwerchgässla“[9] und Ochsengasse: Entlang dieser Gasse erfolgte erst im Verlauf des 18. Jahrhunderts eine eigene Erschließung. Vor den Häusern überspannten einst kleine Brücken den 1851 bereits beseitigten Arm des Tappert. Erst nach dessen Trockenlegung entstanden dort in zunehmendem Maß eigenständige Hausgrundstücke, die nachträglich von den zum Markt hin orientierten Parzellen abgespalten wurden. Ein verbreiterter Abschnitt zwischen den Anwesen 4 und 5 wird als „Entenmarkt“ oder „Entenplatz“ bezeichnet.[1]
- Kanzleistraße: siehe Kanzleistraße (Bayreuth)
- Kirchgasse: Auf dem Grundstück Kirchgasse 5 befand sich das ehemalige Obere Badhaus. Das bekannte Restaurant Eule (Kirchgasse 8) liegt an der Kreuzung mit der Kämmereigasse. Vor allem im Bereich dieser Kreuzung besteht eine bau- und kulturhistorisch besonders hochwertige Bebauung. Darüber hinaus ist der Gassenzug teilweise von Neubauten und neubauartigen Häusern durchsetzt.[1]
- Kirchplatz: Der Platz wird von der freistehenden Stadtpfarrkirche, einer dreischiffigen basilikalen Anlage mit Zweiturmfassade, dominiert. Er beherbergte einst einen Kirchhof, der allerdings nicht als regulärer Begräbnisplatz diente. Südlich der Kirche wurde um 1790 der Obeliskenbrunnen angelegt. Dort befand sich bis zu seinem Abbruch 1786 ein Beinhaus, das nach der Reformation als Almosenkasten genutzt wurde. Unmittelbar nördlich am Kirchhof und in funktionaler Abhängigkeit von der Stadtkirche steht die ehemalige Lateinschule (Kirchplatz 4, spätere Mädchenschule, im 20. Jahrhundert als Feuerwehrhaus („Central-Feuerhaus“) und heute als Historisches Museum genutzt). Der stattliche, breit gelagerte Sandsteinquaderbau wurde vermutlich über einem älteren Kern errichtet und im 18. Jahrhundert überformt. Ein danebenliegender Abschnitt des Platzes wurde umgewidmet und trägt seit 2013 den Namen Bernd-Mayer-Platz, in den 1990er Jahren wurde der ehemalige Siechen- oder Armenhausbrunnen von 1870 dorthin versetzt. Im Osten des Platzes steht das schmale „Schwindsuchtshäuschen“, ein Rückgebäude der Kämmereigasse 3; das Haus Kirchplatz 7 beherbergte die Stadtwaage.[1] Die Gebäude Kirchplatz 2 (Pfarrhaus) und 4 wurden in den 1970er Jahren und Kirchplatz 5 (heute Diakonisches Werk) bald darauf abgebrochen und durch Neubauten ersetzt.[10]
- Maximilianstraße: siehe Maximilianstraße (Bayreuth)
- Sophienstraße: Der sumpfige Bereich südwestlich der Einmündung der Von-Römer-Straße wurde wahrscheinlich erst nach 1430 systematisch bebaut. In Höhe der Hausnummer 18 standen dort einst das Untere Badhaus und das „Judenbad“. Gegenüber existieren Standorte zweier ehemaliger Burggüter, der Plassenberger Hofstatt und des Sparnecker Hauses. Die ehemaligen „Priesterhäuser“ (Sophienstraße 28) mussten um 1970 einem strukturfremden Neubau weichen.[1]
- Spitalgasse: Die mehrarmige verwinkelte Gasse ist von hochwertiger Bebauung des 17. bis 19. Jahrhunderts geprägt. Im Uraufnahmeplan von 1851 trägt nur der kleine Abschnitt, der auf das ehemalige Spital und die Spitalkirche im Westen der Maximilianstraße zuführt, den Namen „Spitalgäschen“. Im Zentrum dieses Areals könnte noch bis in die frühe Neuzeit ein kleiner, dezentraler Platz bestanden haben.[1]
- Von-Römer-Straße, bis 1889 Judengasse:[7] Die dicht gereihte Häuserzeile im Westen der Straße steht mit den westlichen Außenwänden der Gebäude auf der Stadtmauer auf. Nahe ihrem nördlichen Ende befand sich mit dem Unteren Tor eines der beiden Stadttore. Hinter den Häusern Von-Römer-Straße 2 und 4 ist ein ehemaliger Wehrturm, der sogenannte Schwertlesturm, noch vorhanden. Um 1700 hatte der Stadtbrunnenmeister im Haus Von-Römer-Straße 9 seine Wohnung. Sie ist von einer überwiegend traufständigen Bebauung des 18. Jahrhunderts bestimmt, nachdem die Stadtmauer geschleift worden war und überbaut werden durfte. In das Haus Von-Römer-Straße 28 eingebaut ist der Rest eines spitzwinkeligen Ravelins aus der Mitte des 17. Jahrhunderts erhalten.[1]

## Bekannte Bewohner
- Der Philosoph Max Stirner kam 25. Oktober 1806 im Haus Maximilianstraße 31 zur Welt
- Das Haus Brautgasse 2 ist das Geburtshaus Hans Schemms, NSDAP-Gauleiter und im NS-Staat bayerischer Kultusminister